# 브주라강

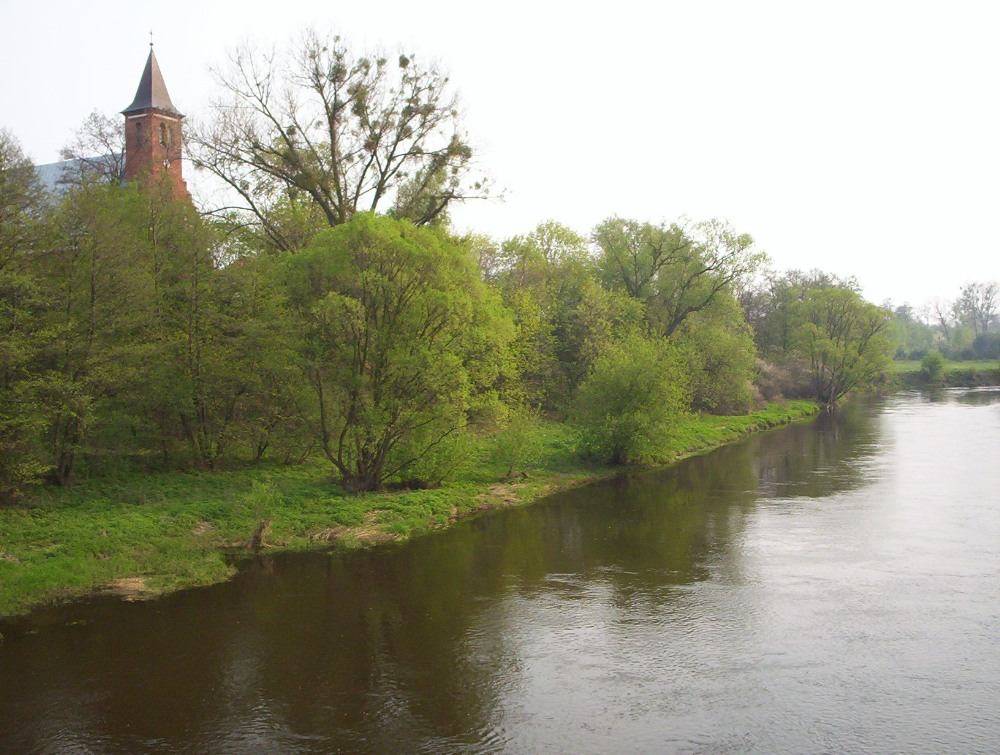
브주라강

브주라강(폴란드어: Bzura)은 폴란드 중부의 강이다. 비스와강의 지류로, 길이는 173km, 유역 면적은 7,764 km2다. 제2차 세계 대전 중 폴란드군은 바르샤바로의 독일군 진격을 막기 위해 이곳에서 독일 국방군에 대항하여 주요 방어선을 구축했다(브주라 전투).